# Liste der Baudenkmäler in Balkhausen (Kerpen)
Die Liste der Baudenkmäler in Balkhausen (Kerpen) enthält die denkmalgeschützten Bauwerke auf dem Gebiet von Kerpen-Balkhausen in Nordrhein-Westfalen (Stand: Januar 2021). Diese Baudenkmäler sind in der Denkmalliste der Stadt Kerpen eingetragen; Grundlage für die Aufnahme ist das Denkmalschutzgesetz Nordrhein-Westfalen (DSchG NRW).

## Baudenkmäler
Die Liste der Baudenkmäler von Balkhausen enthält nur einen Eintrag, die Nummerierung entspricht der offiziellen Liste der Stadt Kerpen.
| Bild           | Bezeichnung | Lage                        | Beschreibung | Bauzeit | Eingetragen seit | Denkmal- nummer |
| -------------- | ----------- | --------------------------- | ------------ | ------- | ---------------- | --------------- |
| weitere Bilder | Kapelle     | Heerstr./ Berrenrather Str. |              |         | 06.03.1990       | 122             |

## Belege
1. ↑  Denkmalliste der Stadt Kerpen, übermittelt durch die Untere Denkmalbehörde Kerpen.